# Gonesse (métro de Paris)
Pour les articles homonymes, voir Gonesse.
Gonesse est une future station de la ligne 17 du métro de Paris située sur le territoire de la commune de Gonesse, dans le département du Val-d'Oise. 
Elle doit desservir le Triangle de Gonesse, espace de 750 hectares, dont 400 de terres agricoles et 280 à aménager, situé entre les aéroports du Bourget et de Roissy.
La construction de la ligne 17 a été déclarée d'utilité publique le 14 février 2017. Gonesse pourrait devenir un nœud de communication important pour le Val-d'Oise avec le projet de ligne 19.

## Géographie
Le Triangle de Gonesse est une étendue historique de 1 154 hectares située à 15 km du centre de Paris, bordée par l’autoroute A1 à l’est, par la D317 ou « route de Flandre » à l’ouest et par la D902 A (ou « route de Roissy ») au nord. Ce territoire s’étend sur six communes, au sud sur Le Blanc-Mesnil (68,5 ha) Bonneuil-en-France (46,6 ha) et Dugny (3,8 ha), au sud-est sur Aulnay-sous-Bois (24 ha), sa partie centrale sur Gonesse (674 ha), au nord Roissy-en-France (329 ha), au nord-ouest sur Vaudherland (7,5 ha) et le Thillay (1,4 ha). Cet espace est divisé en deux parties par le SDRIF : 400 hectares en ZAP (zone d'agriculture protégée) au nord et 270 hectares en Zone AU au sud. L’intégralité de la Zone AU est soumise à un plan d'exposition au bruit (PEB) empêchant toute construction de logement, d’où la création de projets touristiques ou de bureaux à forte valeur ajoutée sur cet espace non habité mais proche des infrastructures autoroutière et aéroportuaire.

## Histoire
La station est initialement dénommée par son nom de projet Triangle de Gonesse. Le nom officiel de la station pourrait être défini à travers une consultation publique qui a lieu du 28 novembre au 12 décembre 2022 parmi trois propositions : Triangle de Gonesse, Gonesse – Sente Villard ou Gonesse – La Patte d'Oie.

## Caractéristiques
La station est conçue par l'Atelier Novembre. La maîtrise d’œuvre est assurée par Sweco Belgium, Ingérop et AIA Ingénierie. En octobre 2018, la station du Triangle de Gonesse obtient son permis de construire, mais celui-ci fait l'objet d'un recours d'opposants au projet EuropaCity. La station devant s'inscrire dans ce qui est encore en 2018 une vaste plaine agricole, les architectes ont intégré le dénivelé du site et imaginé un bâtiment voyageurs très transparent doté d'un double niveau d'accès, qui devrait s'étirer sur 119 mètres de long.
La station comportera une œuvre de Joana Vasconcelos, en coopération avec l'architecte Jacques Pajot.

## Enjeux du projet
La construction de cette station conditionne l'urbanisation de 300 des 700 ha du Triangle de Gonesse et la réalisation du projet EuropaCity et les projets connexes de cette zone.
Clé de ce projet d'urbanisation, la gare est contestée par les opposants au projet EuropaCity, qui symboliquement occupent le siège de la Société du Grand Paris le 26 septembre 2019.
Le tribunal administratif de Montreuil ordonne le 15 novembre 2019 la suspension des travaux pendant un an pour des raisons environnementales,, quelques jours après l'annonce de l'abandon du projet EuropaCity.
Le rapport de Francis Rol-Tanguy, remis au gouvernement durant l'été 2020, estime sérieux le projet du Carma (« groupement de Coopération pour une ambition rurale et métropolitaine agricole ») de cultures maraichères auquel la Semmaris, une des sociétés relevant du périmètre de l'agence des participations de l'État, propose d'adjoindre un marché de gros pour les produits en circuit court, mais le rapport ne tranche pas l'avenir d'une gare tout en évoquant l'hypothèse, si elle était réalisée, d'une branche vers la gare de Villiers-le-Bel - Gonesse - Arnouville (RER D), de façon à relier la zone aéroportuaire aux bassins de population du Val-d'Oise.

## Construction
Les travaux de génie civil sont attribués au groupement d’entreprises européennes « Avenir ». Ce groupement est constitué de : Demathieu Bard Construction (mandataire), Impresa Pizzarotti & C. S.P.A., Implenia France SA, Implenia Suisse SA, Implenia Spezialtiefbau GmbH, BAM Contractors, GALERE, Wayss & Freytag Ingenieurbau AG (cotraitants). La livraison est prévue en 2028 dans le cadre de la mise en service de la section jusqu'à la station Parc des Expositions. Après avoir réalisé le creusement du puits de départ du tunnelier Florence, le façonnage du radier (plancher) se déroule en 2022.
Le tunnelier Florence part de la station à l’hiver 2023 en direction du puits Flandres à Gonesse. Le creusement s'achève en septembre 2023.

## Projet de ligne 19
Le projet de ligne 19 présenté le 22 novembre 2023 par Valérie Pécresse et Marie-Christine Cavecchi prévoit de faire de Gonesse l'extrémité nord de la ligne nouvelle, créant une station de correspondance entre les lignes 17 et 19. L'ouvrage d'entonnement étant au-delà de la station, des quais devraient être ajoutés dans la partie souterraine pour accueillir les voies de la Ligne 19, mais le bâtiment voyageur resterait inchangé.

## Opposition

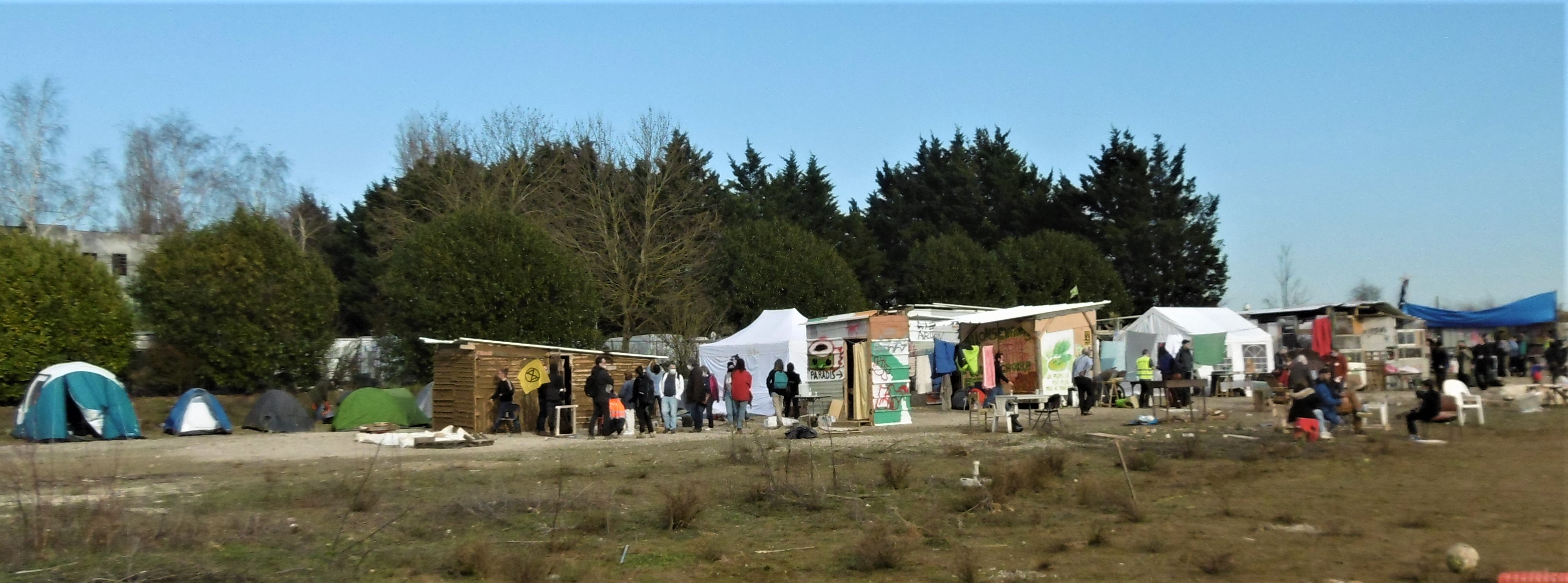
Installation de la ZAD de Gonesse sur le site de stockage du chantier (terrain appartenant à l'Établissement public foncier d'Île-de-France (EPFIF).

Les opposants au centre commercial Europacity restent hostiles à la création de cette station après l'abandon de ce projet, craignant la construction d'équipements sur ses alentours. En effet, si l'on préserve la vocation agricole du Triangle de Gonesse, cet ouvrage éloigné des zones urbanisées serait selon ces opposants sans utilité.